# Synagoga v Bzenci
Synagoga v Bzenci je zaniklá novorománská budova v Bzenci. Byla postavena v roce 1863 před zámkem podle projektu vídeňského architekta Ludwiga von Förstera. Nová synagoga byla vystavěna v orientálním (novorománském) slohu a stala se jednou z výškových dominant města. V synagoze probíhaly až do druhé světové války bohoslužby. V prosinci 1941 byly synagoga a její okolí zdemolovány členy NSDAP.
V 50. letech se zvažovala možnost adaptace synagogy na kulturní dům, tento záměr však nebyl nikdy realizován a v roce 1960 byla synagoga zbořena.
Dnes je na místě původní synagogy provozována herna v budově z 90. let 20. století.